# L'Abécédaire de Gilles Deleuze
L'Abécédaire de Gilles Deleuze (in italiano: L' abecedario di Gilles Deleuze) è un programma televisivo francese prodotto da Pierre-André Boutang nel 1988-1989, composto da una serie di interviste di otto ore tra Gilles Deleuze e Claire Parnet.
La sua prima trasmissione è avvenuta a puntate su arte nel 1995, nel programma dello stesso Pierre-André Boutang intitolato Metropolis.
Composto da otto ore di interviste al filosofo francese Gilles Deleuze, L'abecedario è l'unico film dedicato a questo pensatore che si rifiutò sempre di apparire in televisione. In questa occasione accettò di essere intervistato da una troupe, a condizione che il film si sviluppasse in forma di conversazione tra lui e la sua ex studentessa e amica Claire Parnet e che fosse trasmesso dopo la sua morte.

## Tematiche per lettera
| | | | |  |
| - A comme Animal - B comme Boisson - C comme Culture - D comme Désir - E comme Enfance - F comme Fidélité | - G comme Gauche - H comme Histoire de la philosophie - I comme Idée - J comme Joie - K comme Kant - L comme Littérature | - M comme Maladies - N comme Neurologie - O comme Opéra - P comme Professeur - Q comme Question - R comme Résistance | - S comme Style - T comme Tennis - U comme Un - V comme Voyage - W comme Ludwig Wittgenstein - X et Y comme Inconnue - Z comme Zigzag |  |